# Sanguisorba lateriflora
Sanguisorba lateriflora är en rosväxtart som först beskrevs av Ernest Saint-Charles Cosson, och fick sitt nu gällande namn av Arturo Caballero. Sanguisorba lateriflora ingår i släktet storpimpineller, och familjen rosväxter. Inga underarter finns listade i Catalogue of Life.